# Laura Christensen
Laura Elisabeth Christensen (Copenaghen, 26 gennaio 1984) è un'attrice danese.

## Biografia
Ha esordito come attrice bambina nel 1994 in Min fynske barndom di Erik Clausen, mentre due anni più tardi ha avuto il suo primo ruolo da protagonista in Guardami volare di Vibeke Gad, che ha partecipato in concorso al Giffoni Film Festival.
Ha preso parte anche alla serie televisiva diretta da Lars von Trier The Kingdom - Il regno, in tutte e tre le stagioni (1994, 1997 e 2022).
Ha ricevuto quattro nomination ai Premi Robert: una come migliore attrice (nel 2007 per Råzone) una come migliore attrice in una serie TV (nel 2021 per Efterforskningen) e due come miglior attrice non protagonista (nel 2005 per Lad de små børn... e nel 2009 per Dig og mig).

## Filmografia parziale

### Cinema
- Min fynske barndom, regia di Erik Klausen (1994)
- Guardami volare (Tøsepiger), regia di Vibeke Gad (1996)
- Min søsters børn, regia di Tomas Villum Jensen (2001)
- Midsommer, regia di Carsten Myllerup (2003)
- Lad de små børn..., regia di Paprika Steen (2004)
- Kongekabale, regia di Nikolaj Arcel (2004)
- Råzone, regia di Christian E. Christiansen (2006)
- Dig og mig, regia di Christian E. Christiansen (2008)
- Kandidaten, regia di Kasper Barfoed (2008)
- Oldboys, regia di Nikolaj Steen (2009)
- Dirch, regia di Martin Zandvliet (2011)
- Alle for to, regia di Rasmus Heide (2013)
- Nymphomaniac - Vol. II, regia di Lars von Trier (2013)

### Televisione
- Il regno (Riget) - Serie TV, 13 episodi (1994-2022)
- Strisser på Samsø - Serie TV, 7 episodi (1997-1998)
- Taxa - Serie TV, 34 episodi (1997-1999)
- The killing (Forbrydelsen) - Serie TV, 7 episodi (2007)
- Heartless - Serie TV, 7 episodi (2014-2015)
- Nipskanalen - Serie TV, 27 episodi (2017-2019)
- Gidseltagningen - Serie TV, 7 episodi (2019)
- Efterforskningen - Serie TV, 6 episodi (2020)